# Urraca bint Abd-Al·lah
Urraca bint Abd-Al·lah (Tudela, segle x) va ser una noble de la família muladí Banu Qassi, reina consort d'Astúries (917-925) i de Lleó (924-925) pel seu matrimoni amb Fruela II.
Gràcies a textos musulmans es coneix el seu origen. Urraca va ser filla d'Abd-Al·lah ibn Muhàmmad (mort el 915), valí de Tudela i membre de la dinastia Banu Qassi, família muladí d'origen hispanorromà que governava la zona de la vall de l'Ebre. Segona muller de Fruela II, per aquest matrimoni va esdevenir reina consort d'Astúries i, més tard, de forma molt breu reina de Lleó, a causa de la mort del seu marit, probablement a resultes de la lepra que patia. Està documentada com a tal en la documentació, anomenada Urraca regina, a partir del 8 de gener de 917. Amb tot, apareix sobretot en diplomes del monestir de Pardomino l'any 925.
Va tenir almenys dos fills, Ordoni i Ramir, ambdós cegats el 932 i tancats al monestir de Ruiforco.
Jaime de Salazar y Acha la identifica amb una altra Urraca que va ser muller de Ramir, germà menor de Fruela II, d'acord amb un document de 23 de setembre de 926 i dues escriptures d'Arlanza de 929, basant-se en el fet de l'estranyesa del seu nom, gens comú en aquella època al regne de Lleó, atès que el seu origen basconavarrès. Per tant, segons aquest autor, a l'any següent de la mort de Fruela, Urraca s'hauria casat amb un germà menor del rei, una pràctica que era comuna a l'època..